# Сула (Мёре-ог-Ромсдал)
Сула (норв. Sula) — коммуна в губернии Мёре-ог-Ромсдал в Норвегии. Административный центр коммуны — город Лангевог. Официальный язык коммуны — нюнорск. Население коммуны на 2007 год составляло 7626 чел. Площадь коммуны Сула — 58,65 км², код-идентификатор — 1531.

## История населения коммуны
Население коммуны за последние 60 лет.

Статистика коммуны Сула